# Liste der Monuments historiques in Meulan-en-Yvelines
Die Liste der Monuments historiques in Meulan-en-Yvelines führt die Monuments historiques in der französischen Gemeinde Meulan-en-Yvelines auf.

## Liste der Bauwerke
| Bezeichnung       | Beschreibung                      | Standort           | Kennzeichnung | Schutzstatus | Datum | Bild           |
| ----------------- | --------------------------------- | ------------------ | ------------- | ------------ | ----- | -------------- |
| Kirche St-Nicolas | Erbaut im 12. Jahrhundert         | (Lage)             | PA00087538    | Classé       | 1978  | weitere Bilder |
| Pont aux Perches  | Brücke, erbaut im 10. Jahrhundert | L’Île Belle (Lage) | PA00087539    | Inscrit      | 1965  | weitere Bilder |

## Liste der Objekte
| Bezeichnung                                         | Beschreibung                                  | Standort                        | Kennzeichnung | Schutzstatus | Datum | Bild |
| --------------------------------------------------- | --------------------------------------------- | ------------------------------- | ------------- | ------------ | ----- | ---- |
| Tympanon mit drei Kapitellen (davon zwei gestohlen) | Stein, 12. Jahrhundert                        | in der Kirche St-Nicolas (Lage) | PM78000376    | Classé       | 1923  |      |
| Taufbecken                                          | Kalkstein, zweite Hälfte des 16. Jahrhunderts | in der Kirche St-Nicolas (Lage) | PM78002169    | Inscrit      | 2008  |      |